# Tadeusz Nowakowski (architekt)

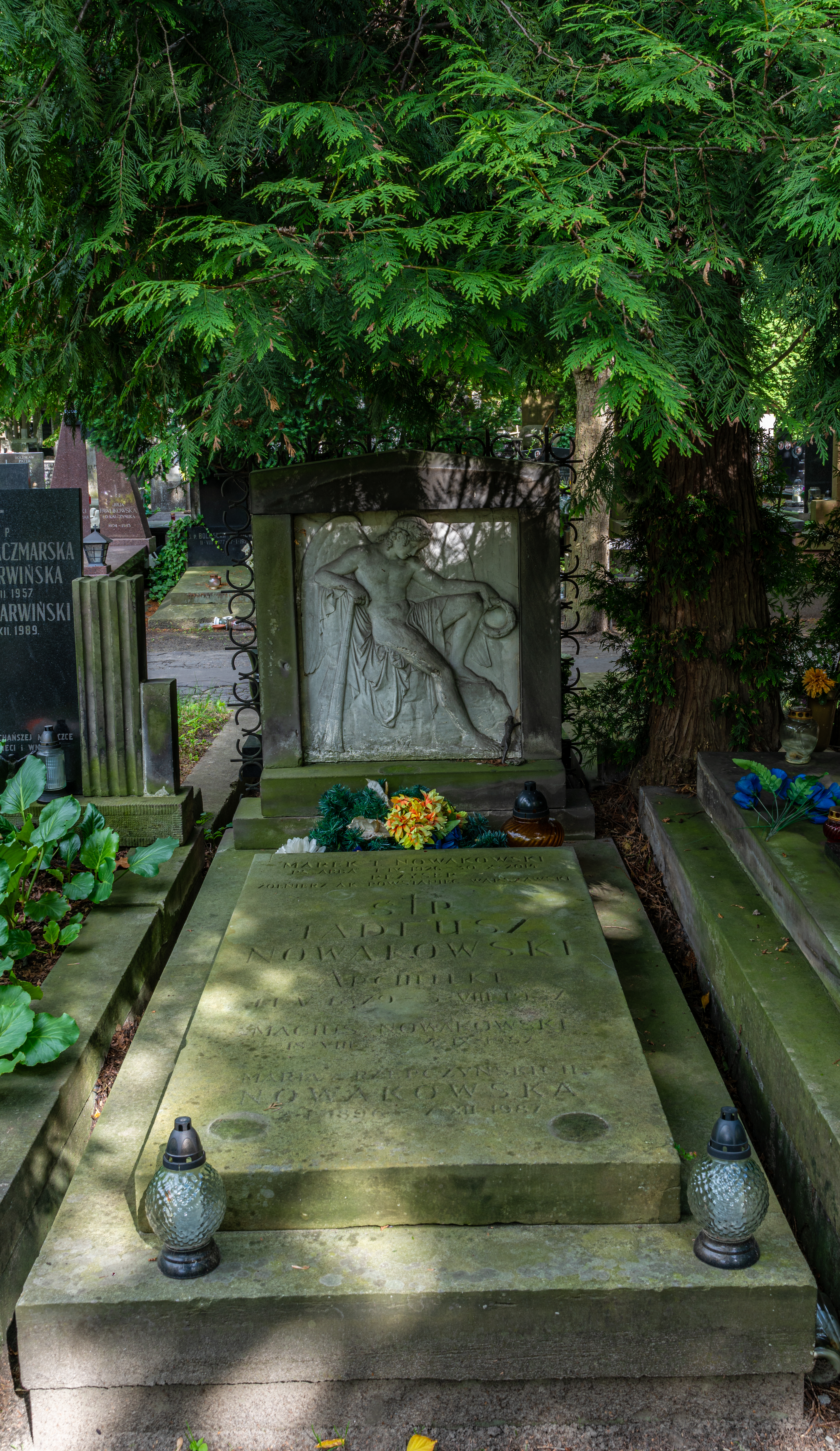
Grób Tadeusza Nowakowskiego na cmentarzu Powązkowskim

Tadeusz Nowakowski ps. Jan Ryś (ur. 3 maja?/15 maja 1879 w Medwinie, zm. 3 sierpnia 1957 w Warszawie) – polski architekt, malarz, kapitan saperów Wojska Polskiego.

## Życiorys
Wykształcenie średnie zdobywał w Krakowie i Lwowie, a wyższe na wydziale architektury Politechniki Lwowskiej (1900–1907) i w Akademii Sztuk Pięknych w Krakowie. Po ukończeniu studiów wyższych pracował przy budowie Politechniki Warszawskiej, Dworca Głównego we Lwowie oraz szeregu budowli. Od 1910 pracował przy pracach konserwatorskich na Wawelu. Po wybuchu I wojny światowej, od 1914 służył w stopniu podporucznika w I Brygadzie Legionów Polskich, pełnił służbę jako komendant plutonu pionierów kompanii technicznej. Walczył w wojnie polsko-bolszewickiej, m.in. pod Radzyminem, był komendantem Ochotniczej Grupy Fortyfikacyjnej (przekształconej w 22 Ochotniczy baon saperów). W 1922 roku został zweryfikowany w stopniu kapitana ze starszeństwem z dniem 1 czerwca 1919 roku w korpusie oficerów rezerwowych inżynierii i saperów. W 1923 roku był oficerem rezerwowym 8 batalionu saperów w Toruniu. W 1934 roku, jako oficer pospolitego ruszenia, pozostawał w ewidencji Powiatowej Komendy Uzupełnień Warszawa Miasto III. Przydzielony do Oficerskiej Kadry Okręgowej Nr I, do dyspozycji dowódcy Okręgu Korpusu Nr I. 
Po demobilizacji zajął się wolną praktyką architektoniczną. Po 1920 kontynuował prace na Wawelu, na zlecenie Korpusu Ochrony Pogranicza był projektantem stanic granicznych. Projektował również gmachy użyteczności publicznej m.in. szkoły (gmach Gimnazjum Państwowego Żeńskiego im. Słowackiego przy ul. Wawelskiej) oraz wille. Na początku czerwca 1934 roku został powołany na stanowisko dyrektora Urzędu Inspekcji Budowlanej m. st. Warszawy. Był członkiem Stowarzyszenia Architektów Rzeczypospolitej Polskiej, prezesem warszawskiego Koła Architektów i współtwórcą Towarzystwa Urbanistów Polskich. Był także jednym z inicjatorów powstania czasopisma „Architektura i Budownictwo”, w którym publikował felietony na tematy branżowe. Walczył w powstaniu warszawskim. 
Tadeusz Nowakowski był również malarzem, tworzył pejzaże i widoki miast oraz obiektów architektonicznych.
Zmarł w Warszawie, spoczywa na cmentarzu Powązkowskim (kwatera 101-2-19).

## Ordery i odznaczenia
- Krzyż Niepodległości (17 marca 1932)[8][9]
- Krzyż Legionowy[3]
- Złota Odznaka SARP (1955)[10]
- Srebrna Odznaka SARP (1953)[10]